# Općinska B nogometna liga Koprivnica 1978./79.
"Općinska B nogometna liga Koprivnica" za sezonu 1978./79. je bila liga sedmog stupnja nogometnog prvenstva Jugoslavije. 
 
Sudjelovalo je devet klubova, a prvak je bila "Lipa" iz Hlebina. 

## Ljestvica
| mj. | klub                  | ut. | pob. | ner. | por. | gol+ | gol- | bod |
| --- | --------------------- | --- | ---- | ---- | ---- | ---- | ---- | --- |
| 1.  | Lipa Hlebine          | 16  | 11   | 1    | 4    | 47   | 24   | 23  |
| 2.  | Jadran Kuzminec       | 16  | 11   | 0    | 5    | 58   | 29   | 22  |
| 3.  | Jedinstvo Rasinja     | 16  | 11   | 0    | 5    | 61   | 34   | 22  |
| 4.  | GOŠK Gotalovo         | 16  | 8    | 4    | 4    | 49   | 39   | 20  |
| 5.  | Tehnika Koprivnica    | 16  | 8    | 2    | 6    | 39   | 25   | 18  |
| 6.  | Polet Goričko         | 16  | 9    | 0    | 7    | 47   | 46   | 18  |
| 7.  | Mladost Mali Otok     | 16  | 4    | 3    | 9    | 20   | 47   | 11  |
| 8.  | Miklinovec Koprivnica | 16  | 2    | 2    | 12   | 32   | 51   | 6   |
| 9.  | Mladost Kutnjak       | 16  | 2    | 0    | 14   | 19   | 77   | 4   |

## Rezultatska križaljka
| kratica | klub                  | GOŠK | JAD | JED | LIPA | MIK | MLAK | MLAMO | POL | TEH |
| --- | --------------------- | ---- | --- | --- | ---- | --- | ---- | ----- | --- | --- |
| GOŠK | GOŠK Gotalovo         |      |     |     |      |     |      |       |     |     |
| JAD | Jadran Kuzminec       |      |     |     |      |     |      |       |     |     |
| JED | Jedinstvo Rasinja     |      |     |     |      |     |      |       |     |     |
| LIPA | Lipa Hlebine          |      |     |     |      |     |      |       |     |     |
| MIK | Miklinovec Koprivnica |      |     |     |      |     |      |       |     |     |
| MLAK | Mladost Kutnjak       |      |     |     |      |     |      |       |     |     |
| MLAMO | Mladost Mali Otok     |      |     |     |      |     |      |       |     |     |
| POL | Polet Goričko         |      |     |     |      |     |      |       |     |     |
| TEH | Tehnika Koprivnica    |      |     |     |      |     |      |       |     |     |
| |                       |      |     |     |      |     |      |       |     |     |
| podebljan rezultat - utakmice od 1. do 9. kola (1. utakmica između klubova) rezultat normalne debljine - utakmice od 10. do 18. kola (2. utakmica između klubova) rezultat nakošen - nije vidljiv redoslijed odigravanja međusobnih utakmica iz dostupnih izvora rezultat smanjen * - iz dostupnih izvora nije uočljiv domaćin susreta prekrižen rezultat - poništena ili brisana utakmica p - utakmica prekinuta 3:0 p.f. / 0:3 p.f. - rezultat 3:0 bez borbe n.i. - nije igrano |                       |      |     |     |      |     |      |       |     |     |

 Izvori:

## Unutarnje poveznice
- Međuopćinska liga Koprivnica – Križevci 1978./79.
- Općinska A liga Koprivnica 1978./79.